# Xorides stigmapterus
Xorides stigmapterus är en stekelart som först beskrevs av Thomas Say 1824.  Xorides stigmapterus ingår i släktet Xorides och familjen brokparasitsteklar. Utöver nominatformen finns också underarten X. s. floridanus.